# Proteomika bazirana na aktivnosti
Proteomika bazirana na aktivnosti, ili proteinsko profiliranje na bazi aktivnosti (ABPP) je funkcionalna proteomska tehnologija koja koristi hemijske probe koje reaguju sa mehanistički srodnim klasama enzima.

## Opis
Osnovna jedinica ABPP je proba, koja se tipično sastoji od dva elementa: reaktivne grupe (RG, koja se ponekad naziva "bojeva glava") i oznake. Dodatno, neke probe mogu da sadrže vezujuću grupu koja uvećava selektivnost. Reaktivna grupa obično sadrži specijalno dizajnirani elektrofil koji se kovalentno vezuje za nukleofilni ostatak u aktivnom mestu enzima. Enzim koji je inhibiran ili posttranslaciono modifikovan ne može da reaguje sa probom baziranom na aktivnosti. Oznaka može da bude bilo reporter, kao što je fluorofor, ili afinitetna oznaka, kao što su biotin, alkin ili azid za upotrebu sa Huisgen 1,3-dipolarnom cikloadicijom (takođe poznatom kao klik hemija).

## Prednosti
Glavna prednost primene ABPP je sposobnost direktnog praćenja dostupnosti aktivnom mestu enzima, za razliku od metoda koji su ograničeni proteinskom ili mRNA obilnošću. Sa klasama enzima kao što su serinske proteaze i metaloproteaze koje obično formiraju interakcije sa endogenim inhibitorima ili koji se javljaju kao neaktivni zimogeni, ova tehnika pruža znatnu prednost nad tehnikama koje se oslanjaju na obilnost.

## Tehnologija za multidimenzionalnu identifikaciju proteina
Zadnjih godina ABPP je kombinovana sa tandemskom masenom spektrometrijom čime se omogućava identifikacija hiljada aktivnih enzima iz jednog uzorka. Ova tehnika, poznata kao ABPP-MudPIT (tehnologija za multidimenzionu proteinsku identifikaciju) je posebno korisna za formiranje profila selektivnosti inhibitora, pošto se potentnost inhibitora može simultano testirati za hiljade meta.
Prvi izveštaj o primeni ABPP je objavljen tokom 1990-tih u studiji proteaza.